# Buckland-in-the-Moor

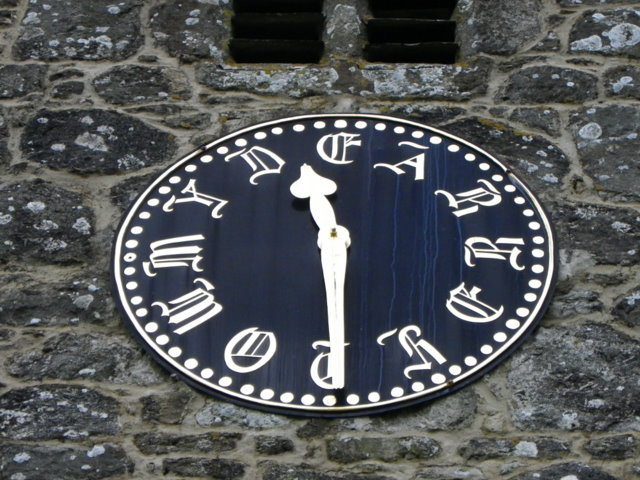
Buckland-in-the-Moor: l'orologio del campanile della chiesa di San Pietro

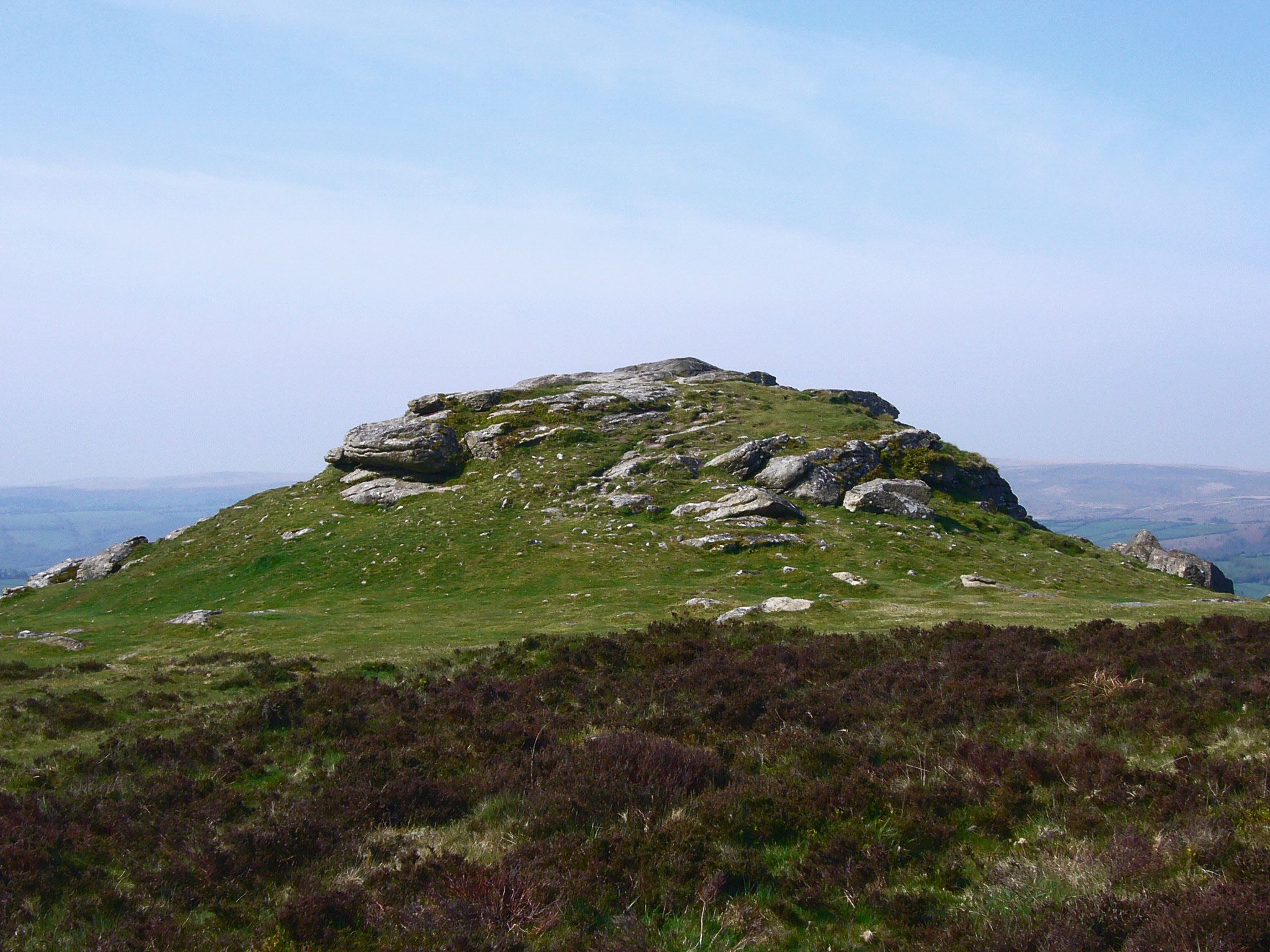
Buckland-in-the-Moor: il Buckland Beacon

Buckland-in-the-Moor è un villaggio con status parrocchia civile dell'Inghilterra sud-occidentale, facente parte della contea del Devon e del distretto di Teignbridge e situato all'interno del parco nazionale di Dartmoor.

## Geografia fisica
Buckland-in-the-Moor si trova tra le località di Tavistock e Newton Abbot (rispettivamente a est della prima e a ovest della seconda), a pochi chilometri a nord di Buckfastleigh.
La parrocchia civile di Buckland-in-the-Moor occupa un'area di 6,038 km². Il villaggio di Buckland-in-the-Moor si trova nella parte sud-occidentale della parrocchia civile.

## Origini del nome
Il toponimo Buckland significa forse "terra del libro".

## Storia
Il villaggio, citato nel Domesday Book (1086) come Bochelande, divenne nel XIII secolo un territorio di proprietà dell'abbazia di Torre.
In seguito, fece parte del maniero di Stoke in Teignhead, prima di diventare un  maniero indipendente nel 1578. A partire poi dal 1614 il terrritorio di Buckland venne acquisito dalla famiglia Bastard, che ne rimase proprietaria per i successivi 300 anni, stabilendovi anche la propria residenza, chiamata Buckland Court.

## Monumenti e luoghi d'interesse

### Architetture religiose

#### Chiesa di San Pietro
Principale edificio religioso di Buckland-in-the-Moor è la chiesa di San Pietro, eretta nel XV secolo o agli inizi del XVI secolo sulle rovine di una chiesa preesistente del  XIII secolo.
Particolarità della chiesa è l'orologio del campanile, in cui i numeri per indicare le ore sono sostituiti dalle lettere che compongono la frase "My dear mother".

### Architetture civili
L'archituttura civile di Buckland-in-the-Moor si caratterizza per la presenza di vari cottage dal tetto di paglia.

### Aree naturali

#### Buckland Beacon
Altra attrazione di Buckland-in-the-Moor è un tor in granito noto come Buckland Beacon, che si erge fino a un'altitudine di 382 metri.
Nell'area attorno al tor si trova una tavola contenente i Dieci comandamenti realizzata a partire dal dicembre del 1927 per volere di William Whitely, proprietario di Buckland.